# Sar-Tov Stadium
Sar-Tov Stadium – nieistniejący już stadion piłkarski w Netanji, w Izraelu. Istniał w latach 1943–2014. Mógł pomieścić 7500 widzów. Swoje spotkania do 2012 roku rozgrywali na nim piłkarze klubu Maccabi Netanja.
Stadion został otwarty w 1943 roku. Obiekt przez lata służył jako arena domowa piłkarzy klubu Maccabi Netanja, którzy grając na tym obiekcie pięciokrotnie zdobywali tytuły mistrza kraju (w latach 1971, 1974, 1978, 1980 i 1983). W 2012 roku Maccabi Netanja przeniósł się na nowo otwarty stadion w południowej części miasta. Stary obiekt klubu został zlikwidowany w 2014 roku. Obiekt ten nosił imię Josepha Sar-Tova, jednego z założycieli klubu i jego pierwszego prezesa; zwyczajowo zwany był też „pudełkiem”.